# Station Aurdal
Station Aurdal is een voormalig station in Aurdal in de gemeente Nord-Aurdal in fylke Innlandet in Noorwegen. Het station werd geopend in 1905. In 1941 werd het eerste stationsgebouw vervangen door nieuwbouw. Dat tweede station ging in 1999 door brand verloren. De spoorlijn tussen Bjørgo en Leira is in 2002 opgebroken.